# Joan Vilar
Joan Vilar (Barcelona, principios del siglo XV- Barcelona, más allá de 1475) fue un jurista español del siglo XV.
Doctor en Derecho y reputado jurista barcelonés, fue amigo de Jeroni Pau, que le dedicó dos poemas panegíricos, y de Pere Miquel Carbonell con quienes mantuvo durante el verano de 1475 una correspondencia literaria en latín "sobre los temas más varios y artificiosos, sin cesar mención ni al entorno social ni político y divagando sobre cuestiones eruditas o intelectuales con numerosas citaciones de autores clásicos en una carrera competitiva entre los dos, aspirando el uno a dar más que el otro y viceversa".
Así, en sus cartas, se hacen disquisiciones filológicas, consideraciones sobre puntos oscuros de la genealogía del conde de Barcelona, elogios mutuos y elogios a las obras de Jeroni Pau, los corresponsales citan, como autoridades, a los humanistas Lorenzo Valla y Pier Paolo Vergerio, a los gramáticos Sext Pompeu Fest, Priscià de Cesarea y Tortellio, así como a Apiano, Aristóteles, Ulpiano, Ovidio, Virgilio, Cicerón, Persio, Juvenal, Salustio, Plinio el Viejo y Servio.

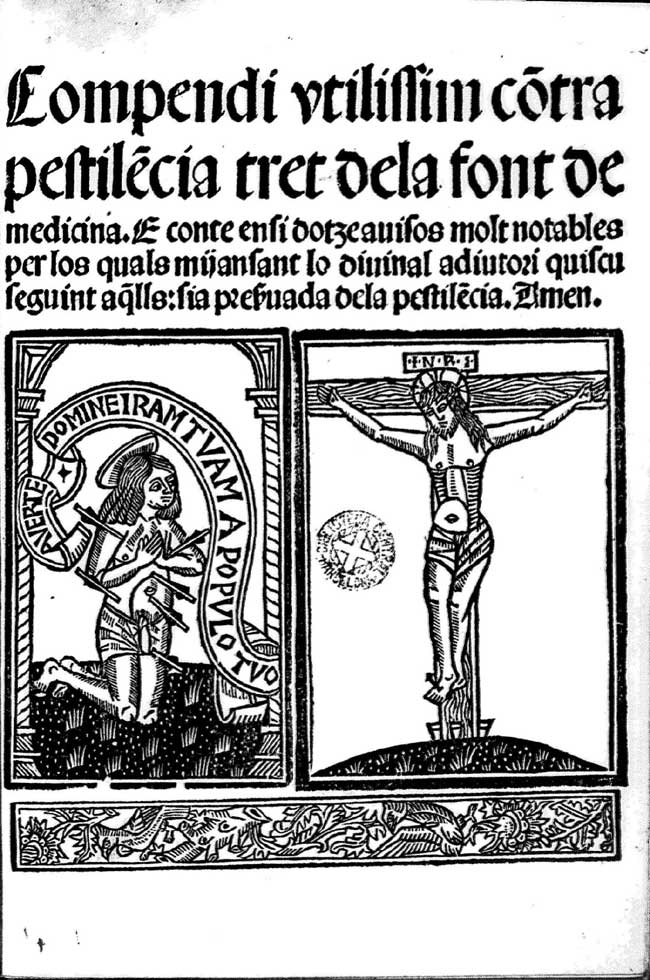
Portada de la edición de 1507 de la obra de Valesco de Taranta, traducida por Joan Vilar. Ejemplar de la Biblioteca de Cataluña

Tradujo al catalán el tratado De epidemia et peste, de Valesco de Taranta, publicado en Barcelona en 1475. Como indica Lluís Cifuentes y Comamala, se trata de un "libro de peste", que fue uno de los géneros preferidos por la primera imprenta y, en concreto, se trata del primer libro médico impreso en la península ibérica, si bien no se conserva ningún ejemplar. Una segunda edición (o reimpresión) de esta traducción catalana de Joan Vilar fue hecha en Barcelona por Joan Rosembach en 1507.

## Obras
- Epistula ad Petrum Michaelem Carbonellum. Barcelona, 19 de junio de 1475
- Epistula ad Petrum Michaelem Carbonellum. Barcelona, 22 de junio de 1475
- Epistula ad Petrum Michaelem Carbonellum. Barcelona, 28 de junio de 1475